# كفر عشما
كفر عشما إحدى قرى مركز الشهداء التابع لمحافظة المنوفية في جمهورية مصر العربية.

## السكان
بلغ عدد سكان كفر عشما 8,722 نسمة، حسب الإحصاء الرسمي لعام 2006.